# 星屑テレパス
『星屑テレパス』（ほしくずテレパス）は、大熊らすこによる日本の4コマ漫画。『まんがタイムきらら』（芳文社）にて、2019年6月号から7月号のゲスト掲載を経て、翌8月号から連載を開始した。
メディアミックスとして2022年10月6日にテレビアニメ化が発表され、2023年10月から12月まで放送された。また、2024年3月17日にはテレビドラマ化が発表され、同年6月から8月まで放送された。

## 概要
内気で人見知りの女の子と自称宇宙人の女の子、そしてその周りに集まってきた仲間たちが宇宙へ向かうためのロケットを作っていく過程で成長していく「百合」と「宇宙」のめくるめく青春ストーリー。
ストーリー性が高く、ギャグ要素は比較的少ない。コマの随所に描かれている星の装飾や、キャラクターの詩的なセリフ回しなどによりポップで幻想的な印象を与える一方、架空言語「宇宙語」や、モデルロケットの作製・解説などといったSF要素を含んだ独特な作風となっている。
国内での民間による人工衛星打ち上げ成功から3年後が本作の舞台となっている。
「次にくるマンガ大賞2021」コミックス部門にノミネートされた。

## あらすじ
小ノ星海果は、他人と上手くコミュニケーションを取れず、友達を作れない自身の性格に極度のコンプレックスを抱えており、入学前から高校生活に自信を持てないでいた。もはや地球上では自分は理解されない、ならば憧れの宇宙に行って居場所を見つけようと考えていたほどだった。
藤野岬高校入学式の日、海果は自らを宇宙人と名乗る謎の新入生 明内ユウと出会う。
宇宙に行きたい海果と宇宙に帰りたいユウは、自分たちの手でロケットを製作することを目標とする。その後、副学級委員長の宝木遥乃、不登校気味のメカニック 雷門瞬とともにロケット研究同好会を結成し、海果たちの夢は少しずつ宇宙へと近づいていく。

## 登場人物
声の項はテレビアニメ版の担当声優、演の項はテレビドラマ版の演者。

### 藤野岬高校

#### 主要人物
小ノ星 海果（このほし うみか）
声 - 船戸ゆり絵 / 演 - 佐藤綺星
本作の主人公。1年生。髪は毛先がピンクに染まった青紫でクセ毛でボサボサのロング。誕生日は1月22日。血液型はA型。身長は151cm。体重は秘密。趣味はSFやミステリなどの小説を読むこと。特技は水泳。好きなものは宇宙人。好きな食べ物はミートソーススパゲッティ。得意な教科は現代文や古文といった国語系。機械音痴であり、パソコンで印刷ができなかったり、モデルロケットの打ち上げ失敗がメンバー内でも多い。極度のあがり症で人とあまりにも人付き合いができず、れっきとした地球人だが、もはや地球に居場所がないと思いこみ、幼いころに知って憧れた宇宙に出て自分の言葉や思いが届く世界を探したいと願っていた。このように引っ込み思案で自分に自信が持てない性格だが一方で些細なことでも楽しいと思えたらやる気を出すポジティブもある。ユウと出会い、自分たちの作るロケットで共に宇宙を目指すことを目標とする。
夢想家であるが目標に対しては人一倍熱心に取り組む面があり非常に勉強熱心であり、知識や技術不足に悩みながらも独学でロケットの勉強をしている。仲間たちのサポートやロケット打ち上げの成功体験によって自信を付けていく。
雷門瞬と同じ中学校に通っており、2年生の時に同じクラスであった。
作者曰く、「一見すると大きな夢を持っているように見えない内気なキャラクターを主人公に据えよう」という趣旨で設定されたキャラ。
明内 ユウ（あけうち ユウ）
声 - 深川芹亜 / 演 - 伊藤百花
海果たちのクラスメイト。自称宇宙人。髪は赤紫よりのピンクで両側をシニヨンにした二つ結び。身長は160cm。おでこぱしーと称するテレパシーの能力を持っており、自身と相手のおでこを合わせることで相手の思考を読み取ることができる。
超人的な身体能力を持ち、楽観的で底抜けに明るい性格であり内気な海果の心の不安や緊張を瞬く間に解れさせる。反面地道な努力や勉強を厭う傾向にあり、授業のときは早弁しながら寝ることもある。突飛な行動をしても引かれないどころか知り合ったばかりのクラスメイトとも瞬く間に打ち解けるほどの持ち前の明るさと行動力で海果を引っ張ると同時に周囲を振り回すこともしばしば。
宇宙船の故障により地球に不時着し、記憶喪失の状態で廃灯台で目を覚ます。宇宙語で書かれた航海日誌と故郷の歌を頼りに、自身の記憶を辿っていく。自身が目覚めた廃灯台を基地と称して根城にしている。
作者曰く、初期案では海果にやさしく手を差し伸べるような大人びたキャラクターだったが、海果と正反対の性格にしたほうが読者の印象に残りやすいとの編集担当のアドバイスで現状の性格となった。
宝木 遥乃（たからぎ はるの）
声 - 永牟田萌 / 演 - 大盛真歩
海果たちのクラスの副学級委員長。ベージュのショートカットでカチューシャを着けている。誕生日は10月18日。血液型はO型。身長は163cm。巨乳。おっとりしていて明るく社交的な性格で海果の隣の席に座っている。少女趣味的な一面のあるロマンティストであり、テンションがあがると芝居がかった台詞を口にする。
真面目で他者への思いやりが深く面倒見がいい。緊張してうまく人と話せない海果にも気軽に話しかけたり、ユウが宇宙人であることにも疑問を抱かず、不登校の瞬のために家にノートやプリントを持っていくなど、誰に対しても優しく公平に接する。
宇宙を目指してロケットを作る海果とユウの目標にも好意的であり、ユウのおでこぱしーに対しても抵抗を見せないほどに好奇心旺盛である。一方で意外と大胆な性格でもあり、瞬のバイクで二人乗りで登校したり、瞬とともに悪ノリに興じたりする面もある。
ユウが基地にしている廃灯台をお気に入りの場所と話しており、幼いころはかつて灯台の管理人だった祖父と秘密基地に見立てて遊んでいた。現在でも廃灯台の地下室の鍵を持っており、海果とユウに地下室を披露した。
作者曰く「宇宙で一番懐の大きな女の子」のイメージで描かれている。
雷門 瞬（らいもん またたき）
声 - 青木志貴 / 演 - 山﨑空
海果たちのクラスメイト。後ろ髪の内側が薄紫色に染まったオレンジ髪のツーサイドアップで頭にゴーグルを被っている。誕生日は4月9日。血液型はB型。身長は155cm。ツンデレで主にツッコミ担当。「ガンバリオン」というロボットアニメを好んでいる。甘い物好き。物語開始時は、高校生にしてロボット製作を行うほどの優秀なメカニックである一方、「興味があることしかしない主義」と称して人を遠ざけるほど攻撃的かつ一匹狼なために不登校の状態だった。普段の勉強はほぼしないものの中学時代は理系を中心に成績は良かった。
海果とのペットボトルロケット勝負にて、水と圧縮空気を使った一般的な水ロケットを使用した海果たちに対し、火薬（固体燃料）を動力源にしたモデルロケットにペットボトルを貼り合わせた機体を使用し勝利する。以降、海果たちのモデルロケット製作において指導者的立ち位置となる。モデルロケットの3級ライセンスのほか、指導講師ライセンスを所持しており、海果たちのモデルロケットのライセンス取得を手助けした。
作者曰く、（仲間達）4人の中で一番常識人。また、「海果が乗り越えるべき壁」として登場したキャラ。海果とは鏡のような関係性として考えられている。

#### 海果のクラス関係
笑原 茜（えみはら あかね）
声 - 高森奈津美 / 演 - 工藤綾乃
海果たちのクラスの担任兼ロケット研究同好会顧問。担当教科は現代文。学校にいるときは髪をシニヨンでまとめており、ジャージ姿で教壇に立っている。
入学してまもなく学級オリエンテーションでタッグ式宝探しゲームを恒例として実施したり、宿泊体験学習ではグループ内発表のワークショップをしたりと、学級運営ではクラス内のコミュニケーションを活発にしようとする面が目立つ。
熱血教師で暑苦しい面もあるものの生徒をちゃんと見ており、無許可でバイク登校をした瞬を注意しつつも登校してくれたことに涙を流して喜んだり、海果たちがロケット研究部（後のロケット研究同好会）を立ち上げる申請をしたときは、意思を確認した上で是が非でも通そうと闘志を燃やした。
鏡 紗也（かがみ さや）
声 - 大野柚布子 / 演 - 工藤華純
海果たちのクラスの学級委員長。宿泊体験学習における海果とユウの班の班長でもあった。海果たちの活動にも関心があり、笑原先生や遥乃にロケットフェスタの写真や動画を見せて貰っていた。遥乃とは同じ中学校。大人っぽい遥乃に憧れて話し方を真似ているが、評価はたおやかではなくすこやか。
木梨 夏菜（きなし なな）
声 - 唯野あかり / 演 - 秋山由奈
海果たちのクラスメイト。あだ名は「なっしー」。バレーボール部に所属している。海果の前の席。始めはモデルロケットに興味がなかったが、海果の熱意により理解を示すようになる。思ったことを悪気なく口に出してしまい漫画では「デリカシーなっしー」と表現される。
金田 雪希（かねだ ゆき）
声 - 汐入あすか / 演 - 平田侑希
海果たちのクラスメイト。宿泊体験学習で海果と同じ班だった。作者の配信によると木梨と同じ中学校。高校の当初は木梨と仲良くしているが、後の木梨のデリカシーのなさに怒る。
宇野
声 - 小山百代
海果たちのクラスメイト。宿泊体験学習で海果と同じ班だった。作者の配信によると優しい子とのこと。
遠藤 ともこ
声 - 飯田ヒカル / 演 - 橋本陽菜
海果たちのクラスメイト。宿泊体験学習で海果と同じ班だった。作者の配信によるとちょいオタでラノベ系（転生系）の作品が好き。親は公務員。
八尾 美智子
声 - 黒木ほの香
海果たちのクラスメイト。ユウと朝の宇宙語の挨拶を交わしている一人でおでこを出している。作者の配信によると笑いの沸点が低くゲラゲラ笑う。
尾崎
声 - 小峯愛未
海果たちのクラスメイト。ユウと朝の宇宙語の挨拶を交わしている一人でポニーテール。ソフトボール部に所属している。

### 竜岡科学技術高校
秋月 彗（あきづき けい）
声 - 白砂沙帆 / 演 - 布袋百椛
2年生。宇宙研究開発部部長。ロングヘアで眼鏡を掛けており、一人称は「僕」。初登場は、廃棄予定のペットボトルを海果たちに譲るワンシーンのみで名前は明かされなかった。後にモデルロケットフェスタで海果たちと再会し、大型モデルロケット打ち上げイベントにて代表者として壇上に立ち、そこでモデルロケット選手権の前回大会優勝校の部長であることが明かされる。迷子や忘れ物など、日常生活面では抜けている部分が目立つ。自分に居場所がないと思い込む海果にロケット研究同好会という居場所があったことに気付かせた。
照屋 音々（てるや ねおん）
声 - 川井田夏海 / 演 - 倉野尾成美
2年生の部員。茶髪にグリーンの毛先カラーでハーフアップ。制服を着崩しており、軽いノリが特徴。
夕雲 みちる（ゆうぐも みちる）
声 - 伊藤美来 / 演 - 山内瑞葵
1年生の部員。ポニーテールで屋外ではキャップを被っている。動画投稿サイトで宇宙研究開発部の活動チャンネルを運営している。

### その他の登場人物
小ノ星 穂波（このほし ほなみ）
声 - 羊宮妃那 / 演 - 茅本梨々華
海果の妹。海果からは"ほな"と呼ばれている。姉と対照的にクールかつドライな性格。妄想癖のある姉を冷ややかに見ている部分もあるが、なんだかんだで世話を焼いている。
宝木 明一（たからぎ あきかず）
声 - 浜田賢二/ 演 - 浅野和之
遥乃の祖父。ユウのいる廃灯台の元管理人。廃止後の灯台を幼少期の遥乃との遊び場にしていた。アンティークラジオの収集が趣味で、不思議な機能を持つ鉱石ラジオで宇宙人と思われる人物と交信していた。
宇宙人？
海果たちが明一の鉱石ラジオで交信した謎の人物。宇宙語を話し、ユウの故郷の歌が認知されている地球とは異なる星を「ホーム」としている。

## 宇宙語
宇宙人が使用しているとされる架空の言語。実在しない文字体系により表現される。公式見解はないが一部エスペラント語をアレンジしているものと考えられており、難解ながら一応可読性を持つ。作中では宇宙語辞典が販売されている。
ペッギョヴ＝モヴロヴ ピヴーバヴヴ＝ヴヴ
「こんにちは」の意。ユウ曰く、異星人同士がコンタクトを取るときに使う友好の合い言葉。
ボナヴー
「よっす～」の意。返事としてマティヴーが使われることが多い。
マティヴー
「おいす～」の意。
トモラーヴ
「仲間・同志」の意。海果たちが飛ばした最初のロケットにこの語が書かれている。
マルオベーヴ
「つんでれ」の意。ユウ曰く「地球人にもわかりやすい言葉にしてみました！」。第28話でユウが瞬に「つんでれ地球人」の意味で言っているのはこの言葉。

## 書誌情報
- 大熊らすこ『星屑テレパス』、芳文社〈KRコミックス〉、既刊5巻（2025年2月27日現在）[9]
  1. 2020年8月11日初版第1刷発行（同年7月27日発売[1]）、ISBN 978-4-8322-7205-7
  2. 2021年10月12日初版第1刷発行（同年9月27日発売[70]）、ISBN 978-4-8322-7308-5
  3. 2022年11月11日初版第1刷発行（同年10月27日発売）、ISBN 978-4-8322-7409-9
  4. 2023年10月12日初版第1刷発行（同年9月27日発売）、ISBN 978-4-8322-7486-0
  5. 2025年3月初版第1刷発行（同年2月27日発売）、ISBN 978-4-8322-9615-2

## テレビアニメ
キャッチコピーは「届け、私の想い。届け、宇宙（）に。」。
エンディング主題歌を歌うサンドリオンの4人は海果のクラスメイトを演じている。

### スタッフ
- 原作 - 大熊らすこ[6]
- 監督 - かおり[6]
- シリーズ構成 - 高橋ナツコ、かおり[6]
- アニメーションキャラクターデザイン・総作画監督 - 酒井孝裕[6]
- サブキャラクターデザイン - 田中翼
- 色彩設計 - 歌川律子
- 美術監督 - 根岸大輔
- 美術設定 - 滝口勝久
- 3D監督 - 薄井俊作
- 撮影監督 - 千葉大輔
- 編集 - 武宮むつみ
- 音響監督 - 納谷僚介
- 音響効果 - 和田俊也
- 音楽 - sakai asuka[7]
- 音楽制作 - 日本コロムビア
- 音楽プロデューサー - 仲川里歩
- プロデューサー - 近藤千昭、深尾聡志、和田俊輔、礒谷徳知、久保田暁、外川明宏、青木隆夫、小澤文啓、宮﨑恵利加
- アニメーションプロデューサー - 鷲崎健太
- アニメーション制作 - Studio五組[6]
- 製作 - 星屑テレパス製作委員会（日本コロムビア、芳文社、博報堂DYミュージック&ピクチャーズ、アスミック・エース、AT-X、BS日本、ムービック、スタジオマウス、Studio五組、クロックワークス、サンブラスアニメーション）

### 主題歌
「点と線」
伊藤美来によるオープニング主題歌。作詞は渡部紫緒、作曲・編曲は坂部剛。
「天体図」
サンドリオンによるエンディング主題歌。作詞はやぎぬまかな、作曲はやぎぬまかなとパソコン音楽クラブとphritz、編曲はパソコン音楽クラブとphritz。
「spektro」
明内ユウ（深川芹亜）による第9話・第12話の挿入歌。作詞は大熊らすこ・中里アユム、作曲はsakai asuka。

### 各話リスト
| 話数   | サブタイトル                     | 脚本       | 絵コンテ      | 演出            | 作画監督                                                              | 総作画監督 | 初放送日       |
| ------ | -------------------------------- | ---------- | ------------- | --------------- | --------------------------------------------------------------------- | ---------- | -------------- |
| 第1話  | 彗星エンカウント                 | 高橋ナツコ | かおり        | かおり          | 酒井孝裕                                                              | -          | 2023年 10月9日 |
| 第2話  | 夕焼ロケット                     | 高橋ナツコ | かおり 濱崎徹 | 濱崎徹          | 小菅洋                                                                | 酒井孝裕   | 10月16日       |
| 第3話  | 爆薬メカニック                   | リンリン   | 上田慎一郎    | 上田慎一郎      | 永山恵 高村遼太郎 正木優太 向川原憲                                   | -          | 10月23日       |
| 第4話  | 決戦シーサイド                   | リンリン   | 清水聡        | 佐々木達也      | 田中翼 小菅洋 大原大 迫江沙羅                                         | 酒井孝裕   | 10月30日       |
| 第5話  | 無限ドリーマー                   | 山田花名   | かおり        | 粟井重紀        | 小菅洋 正木優太 向河原憲                                              | 酒井孝裕   | 11月6日        |
| 第6話  | 乾杯イニシエーション             | 高橋ナツコ | 吉田泰三      | 是本晶          | 平田雄三 高村遼太郎 田中翼 永山恵 安達祐輔                            | 酒井孝裕   | 11月13日       |
| 第7話  | 大胆リーダーシップ               | 高橋ナツコ | 信田ユウ      | 濱崎徹          | 酒井孝裕 田中翼 高村遼太郎 向川原憲 安達祐輔 reboot                   | 酒井孝裕   | 11月20日       |
| 第8話  | 出陣ウルトラハイパワードリィーム | 高橋ナツコ | 祝浩司        | 浜田将太        | 酒井孝裕 小菅洋 永山恵 正木優太 スタジオグラム                        | 酒井孝裕   | 11月27日       |
| 第9話  | 惑星グラビティ                   | 高橋ナツコ | 小島正幸      | 下司泰弘 かおり | 堀澤聡志 田中翼 高村遼太郎 平田雄三 嘉村有一朗 永山恵 小菅洋 大竹晃裕 | 酒井孝裕   | 12月4日        |
| 第10話 | 泣虫リスタート                   | 高橋ナツコ | 大嶋博之      | 濱崎徹          | 酒井孝裕 堀澤聡志 大竹晃裕 横松雄馬 中島大智 reboot グレーン          | 酒井孝裕   | 12月11日       |
| 第11話 | 再戦シーサイド                   | 高橋ナツコ | 浜田将太      | 鈴木真彦        | 酒井孝裕 田中翼 高村遼太郎 平田雄三 迫江沙羅 reboot                   | 酒井孝裕   | 12月18日       |
| 第12話 | 星屑テレパス                     | 高橋ナツコ | かおり        | かおり          | 正木優太 大竹晃裕 田中翼 小菅洋 永山恵 高村遼太郎 堀澤聡志            | 酒井孝裕   | 12月25日       |

### 放送局
| 放送期間                  | 放送時間                     | 放送局     | 対象地域 | 備考                                                               |
| ------------------------- | ---------------------------- | ---------- | -------- | ------------------------------------------------------------------ |
| 2023年10月9日 - 12月25日  | 月曜 21:00 - 21:30           | AT-X       | 日本全域 | 製作参加 / CS放送 / 字幕放送 / リピート放送あり                    |
|                           | 月曜 22:00 - 22:30           | TOKYO MX   | 東京都   |                                                                    |
|                           | 月曜 23:30 - 火曜 0:00       | サンテレビ | 兵庫県   |                                                                    |
| 2023年10月10日 - 12月26日 | 火曜 0:00 - 0:30（月曜深夜） | BS日テレ   | 日本全域 | 製作参加 / BS/BS4K放送 / 『アニメにむちゅ〜』枠                    |
| 2023年10月15日 - 12月31日 | 日曜 2:13 - 2:43（土曜深夜） | 静岡放送   | 静岡県   | 『スーパーアニメ6区』枠 / 作品のモデル地 / 初回は2:58 - 3:28に放送 |

| 配信開始日     | 配信時間                       | 配信サイト | 備考                                |
| -------------- | ------------------------------ | --- | ----------------------------------- |
| 2023年10月9日  | 月曜 21:30 更新                | FOD | 見放題独占配信、最新話1週間無料配信 |
|                | 月曜 22:30 更新                | TVer | 最新話1週間無料配信                 |
| 2023年10月10日 | 火曜 0:00（月曜深夜） 以降更新 | dアニメストア Amazon Prime Video U-NEXT Hulu バンダイチャンネル DMM TV J:COM STREAM みるプラス TELASA Lemino SPOOX ニコニコチャンネル music.jp カンテレドーガ Google Play YouTube HAPPY!動画 iTSCOMオンデマンド ムービーフルplus クランクイン！ビデオ ビデオマーケット | レンタル配信                        |

### BD
| 巻 | 発売日        | 収録話         | 規格品番  |
| -- | ------------- | -------------- | --------- |
| 上 | 2024年1月17日 | 第1話 - 第6話  | COXC-1333 |
| 下 | 2024年2月28日 | 第7話 - 第12話 | COXC-1334 |

## テレビドラマ
2024年6月26日（25日深夜）から8月28日（27日深夜）までテレビ東京の「ドラマチューズ!」枠にて放送されていた。主演は佐藤綺星。AKB48からの出演者はオーディションで選出された。

### キャスト
- 小ノ星海果 - 佐藤綺星
- 明内ユウ - 伊藤百花[78]
- 宝木遥乃 - 大盛真歩[78]
- 雷門瞬 - 山﨑空[78]
- 秋月彗 - 布袋百椛[56]
- 照屋音々 - 倉野尾成美[61]
- 夕雲みちる - 山内瑞葵[62]
- 遠藤ともこ - 橋本陽菜[55]
- 鏡紗也 - 工藤華純[47]
- 木梨夏菜 - 秋山由奈[52]
- 金田雪希 - 平田侑希[54]
- 宇野茉莉花 - 田口愛佳[79]
- 尾崎由佳 - 八木愛月[79]
- 八尾美智子 - 橋本恵理子[79]
- 加藤美穂 - 水島美結[79]
- 吉松里恵 - 髙橋彩音[79]
- 小ノ星穂波 - 茅本梨々華[79]
- 笑原茜 - 工藤綾乃[79]

### スタッフ
- 原作 - 大熊らすこ『星屑テレパス』（芳文社）[43]
- 脚本 - 杉岡知哉[43]
- 監督 - 安村栄美、杉岡知哉[43]
- 音楽 - 舘野信博
- 主題歌 - AKB48「ピンと来た」[80]
- エンディングテーマ - AKB48「夢見てごめん」[80]
- 作曲 - 今村良太、金民智、湯浅篤（編曲：竹岡智行）
- モデルロケット取材協力 - 横浜市立横浜サイエンスフロンティア高等学校・附属中学校
- 特別協力 - 日本モデルロケット協会、東海モデルロケットクラブ、AVIATOL、岐阜かかみがはら航空宇宙博物館、夢小屋
- プロデューサー - 中村晋野（テレビ東京）、柴原祐一（ダブ）[43]
- 制作 - テレビ東京、ダブ[43]

### 放送日程
| 各話   | 放送日  | サブタイトル                     | 監督     |
| ------ | ------- | -------------------------------- | -------- |
| 第1話  | 6月26日 | 運命の出逢い                     | 安村栄美 |
| 第2話  | 7月03日 | 意地と浪漫                       | 安村栄美 |
| 第3話  | 7月10日 | 自分の居場所                     | 安村栄美 |
| 第4話  | 7月17日 | 夢への誓い                       | 安村栄美 |
| 第5話  | 7月24日 | すれ違う声                       | 安村栄美 |
| 第6話  | 7月31日 | 涙の行先                         | 安村栄美 |
| 第7話  | 8月07日 | 過去との決別                     | 杉岡知哉 |
| 第8話  | 8月14日 | 最後の決闘                       | 杉岡知哉 |
| 第9話  | 8月21日 | 逆さまの気持ち                   | 安村栄美 |
| 最終回 | 8月28日 | この願い、宇宙（あなた）へ届け。 | 杉岡知哉 |

- 第5話・第6話・第7話は前日放送の『スポーツ リアライブ〜SPORTS Real&Live〜』拡大放送（23:55 - 翌0:10）のため、10分繰り下げられ、0時40分 - 1時10分に放送された。

| テレビ東京 ドラマチューズ!              | テレビ東京 ドラマチューズ!               | テレビ東京 ドラマチューズ!                            |
| 前番組                                  | 番組名                                   | 次番組                                                |
| --------------------------------------- | ---------------------------------------- | ----------------------------------------------------- |
| RoOT / ルート （2024年4月3日 - 6月5日） | 星屑テレパス （2024年6月26日 - 8月28日） | 私の死体を探してください。 （2024年9月4日 - 10月9日） |

## タイアップ
叡山電鉄
2023年10月21日から2024年3月24日まで、本作のヘッドマークを掲出したデオ720形電車 (Deo 722) の運行、コラボポスターの掲出などのイベントが実施された。